# Xinu
Xinu, sowohl ein rekursives Akronym für „Xinu Is Not Unix“ (zu deutsch „Xinu ist nicht Unix“) als auch ein rückwärts gelesenes „Unix“, ist ein kleines und sehr schlankes Multitasking-Betriebssystem. Es wurde in den 1980er Jahren von Prof. Douglas Comer für Lehrzwecke an der Purdue University geschrieben und seitdem auf viele Rechnerarchitekturen portiert, u. a. auf PDP-11, VAX, Sun 3/50, PowerPC G3, MIPS, Arm und x86.
Xinu wurde ähnlich Minix vor allem an Hochschulen und Universitäten in der Informatik zu Lehrzwecken verwendet und zeichnet sich durch die Reduzierung auf das absolut Notwendige, durch Kompaktheit und Übersichtlichkeit aus. Das System und die Abläufe darin können so sehr schnell verstanden werden.